# Кешаварз-е-Хотбе-Сара
Кешаварз-е-Хотбе-Сара (перс. كشاورزخطبه سرا) — село в Ірані, у дегестані Хотбех-Сара, у бахші Карґан-Руд, шагрестані Талеш остану Ґілян. За даними перепису 2006 року, його населення становило 784 особи, що проживали у складі 196 сімей.